# 케이시 포섬
케이시 포섬(Casey Fossum, 1978년 1월 6일 ~ )은 미국 프로 야구 선수였다.

## 선수 경력

### 아마추어 시절
텍사스 A&M 대학교 1학년 때부터 에이스로 활약하면서 역대 학교 투수 기록을 모두 갈아치웠고, 3학년이던 1998년에는 12승 7패 162탈삼진 3.64 ERA를 찍으며 미국 대학 대표팀에 선발되기도 했다. 4학년이던 1999년에는 팀을 전국 시드 7순위로 칼리지 월드 시리즈에 진출시키는 데 공헌하였다.

### 보스턴 레드삭스
조시 해밀턴, 조시 베켓, 배리 지토,
벤 시츠 등 미래 슈퍼스타들이 대거 배출되었던 1999년 메이저 리그 신인 드래프트에서 전체 48순위로 보스턴 레드삭스에 지명되었다. 2001년부터 2003년까지 3년 동안 선발과 불펜을 오가며 14승과 2개의 세이브를 기록하고 팀내 올해의 루키로 선정되는 등 인상적인 퍼포먼스를 보여줬으나, 2003년 9월 어깨 수술을 받았으며 그해 말 커트 실링의 맞트레이드 일환으로 애리조나 다이아몬드백스로 이적하였다.

### 애리조나 다이아몬드백스
2004년 어깨 수술 재활을 위해 시즌 개막 후 한달 반가량 마이너 리스트에 머문 것을 제외하고는 데뷔 후 처음으로 선발 로테이션에 풀타임으로 고정되어 활약하였다. 시즌 22경기 모두 선발로 출장하여 142이닝 4승 15패 117탈삼진 6.65 ERA를 올려 풀타임 선발 투수로서 가능성을 보여주었다.

### 탬파베이 레이스
2005년 시즌 시작 전 탬파베이 레이스로 트레이드 되었고, 이후 탬파베이 3선발로서 1군
엔트리에 풀타임 등록되어 36경기(선발 25경기) 162.2이닝 8승 12패 128탈삼진 4.92 ERA의 스탯으로 커리어하이 시즌을 보냈다. 그러나 이후 고질적인 어깨 부상으로 심각한 슬럼프를 겪으면서, 서재응과 선발 경쟁을 했던 2007년 시즌 직후 디트로이트 타이거스로 다시 트레이드 되었다.

### 디트로이트 타이거스
2008년 디트로이트 타이거스에서 선발 보직을 완전히 뺏기며 불펜으로만 31경기 5.66 ERA의 성적을 남겼고, 2009년 뉴욕 메츠로 팀을 옮기지만 단 3경기 출장에 그쳤다.

### 한신 타이거스
2009년 12월 일본프로야구 한신 타이거스와 1년 60만 달러에 입단 계약을 하였다. 마이너 리그 시절 팀 동료 이가와 게이와 대화를 나누면서 일본 리그에 관심을 가지기 시작하여 입단에까지 이르게 되었다. 2010년 한신에서 선발로 뛰었지만 적응에 애를 먹으며 기대와 달리 고전을 면치 못했다. 12경기에 선발 등판해 2승 5패 5.72 ERA를 기록하고는 그해 겨울 미국으로 다시 돌아갔다.

## 출신 학교
- 텍사스 A&M 대학교 (Texas A&M University)

## 수상 경력
- 2001년 보스턴 레드삭스 올해의 신인상